# Michael Oakes
Michael Christian Oakes (Northwich, 30 oktober 1973) is een Engels voormalig voetbaldoelman. Hij was reservedoelman bij Aston Villa, waarmee hij de League Cup won in 1996, en eerste doelman bij Wolverhampton Wanderers in de Premier League. In 2008 zette Oakes een punt achter zijn loopbaan bij Cardiff City.

## Carrière
Oakes begon als doelman van Aston Villa in 1991, maar kwam niet verder dan een rol als doublure voor Nigel Spink of Mark Bosnich. De beste periode uit zijn loopbaan beleefde Oakes bij Wolverhampton Wanderers, waar hij vanaf 1999 onder de lat stond. Van 2003 tot 2004 kwam hij met de club uit in de Premier League.
In 2008 beëindigde Oakes zijn loopbaan bij Cardiff City, waar hij sinds juli 2007 speelde.
Met ingang van het seizoen 2019/20 is Oakes werkzaam als keeperstrainer bij Wrexham.

## Erelijst
| Competitie  |             |             |
| Competitie  | Aantal      | Jaren       |
| Aston Villa | Aston Villa | Aston Villa |
| ----------- | ----------- | ----------- |
| League Cup  | 1×          | 1995/96     |